# V375 Возничего
V375 Возничего (лат. V375 Aurigae) — одиночная переменная звезда в созвездии Возничего на расстоянии (вычисленном из значения параллакса) приблизительно 7892 световых лет (около 2420 парсеков) от Солнца. Видимая звёздная величина звезды — от +15,6m до +14,6m.

## Характеристики
V375 Возничего — оранжевая пульсирующая полуправильная переменная звезда (SR) спектрального класса K. Эффективная температура — около 4298 K.